# کالیفرنیا (فیلم ۱۹۶۳)
کالیفرنیا (انگلیسی: California) یک فیلم است که در سال ۱۹۶۳ منتشر شد.